# État de Gwalior

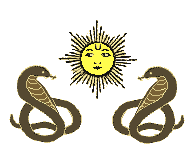
Blason

Gwalior est un ancien État princier des Indes. 

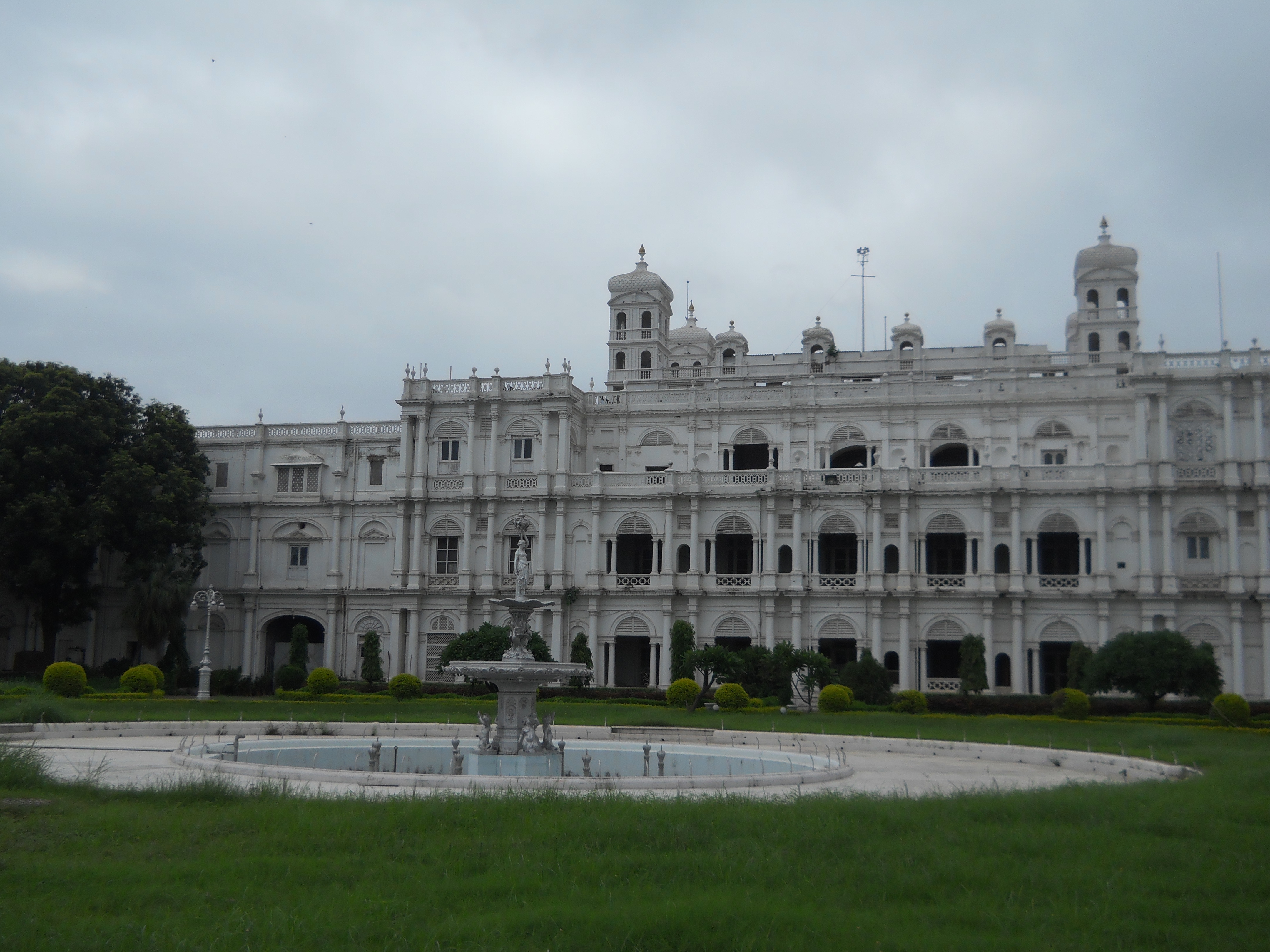
Jai Vilas Mahal fut le siège de la dynastie régnante jusqu'en 1947

## Histoire
Appartenant probablement aux râjputs Pratîhâra, la principauté leur est ravie par le râja râjput Kacchhapagâtha Lakshmana (950-975). Puis vers l'an 1000, les Chandelâ s'en emparent et elle est sujet de lutte entre ceux-ci et Mahmûd de Ghaznî. En 1232, les sultans de Delhi la prennent, mais les râjputs Tomara la conquiert et y établissent leur dynastie.
Les sultans Lôdi puis Bâbur s'en emparent et Akbar en fera la prison moghole d'état.
La dynastie des Sindhia, qui y règne jusqu'à l'indépendance, provient d'un petit village près de Satara, dans le Maharashtra. Patil à l'origine, c'est-à-dire chef de village, des membres de la famille rejoignent les forces marathes sous les règnes des mahârâjas Shivajî, Shambhajî et Rajaram, se faisant remarquer par leur vaillance au cours de plusieurs batailles. Ranojî Sindhia, un chef de guerre brillant sous lequel le Mâlvâ est conquis, grimpe au sommet de la hiérarchie marathe. La grande forteresse de Gwâlior, tombe devant ses forces, pour la première fois en 1738. Ses cinq fils, tous généraux marathes, se distinguent sur le champ de bataille. Cependant, seul Mahadjî survit aux désastres militaires de 1760-1761, et c'est lui qui rétablit la gloire familiale. Il défait une armée envoyé par la Compagnie anglaise des Indes orientales à Wadgaon, la forçant à accepter le Traité de Sabli, s'empare de Delhi ainsi que d'autres villes impériales, assurant la reconnaissance du pouvoir marathe par les Moghols, l'empereur devenant une marionnette entre leurs mains.
Daulat Râo, est lui aussi un grand capitaine qui conforte le pouvoir marathe, notamment face au Nizâm d'Hyderâbâd, un allié de la CAIO. Cependant, cela ranime le conflit qui l'oppose aux Britanniques et se termine par sa défaite au cours de la seconde guerre anglo-marathe.
La révolte des Cipayes est très suivie à Gwâlior, une grande partie des troupes de Jayajî Râo se révoltant et rejoignant les insurgés, l'obligeant à se retirer temporairement de sa capitale. Il rejoint alors les Britanniques et participe à la campagne pour écraser la mutinerie, ce qui lui vaut de devenir le premier général indien des forces armées britanniques. À côté de ses actions militaires, il est aussi un grand réformateur qui modernise son état. Il laisse à son décès sa principauté à son fils de 10 ans.
Madhav Râo continue les réformes de son père, dans le domaine de l'éducation et de la santé, construisant écoles et hôpitaux, développant le chemin de fer et établissant des institutions représentatives. Il meurt en 1925 après 39 ans de règne laissant la principauté à son fils de 9 ans. 
La principauté a subsisté jusqu'en 1948 puis a été intégré aux États du Madhya-Bharat puis du Madhya Pradesh.

## Dirigeants: Mahârâja Sindhia
- 1727 - 1745 : Rânojî Râo Sindhia (en) (+1745)
- 1745 - 1755 : Jayapaji Râo Sindhia (en) (v.1720-1755)
- 1755 - 1761 : Jankojî Râo Ier Sindhia (en) (+1761)
- 1761 - 1764 : Kandarji Râo Sindhia (en) (+ap.1764)
- 1764 - 1768 : Manaji Rao Sindhia (en)
- 1768 - 1794 : Mâdhava Râo Ier Sindhia (1729-1794), radjah de Gohad en 1765 puis maharadjah de Gwalior
- 1794 - 1827 : Daulat Râo Sindhia (en) (1779-1827)
- 1827 - 1843 : Jankojî Râo II Sindhia (en) (Mukki Râo) (1805-1843)
- 1843 - 1886 : Jayâjî Râo Sindhia (en) (Jiajî Râo) (1835-1886)
- 1843 - 1844 : Dada Khasjiwallah - en rébellion
- 1886 - 1925 : Mâdhava Râo II Sindhia (en) (1876-1925)
- 1925 - 1948 : George Jîvâjî Râo Sindhia (en) (1916-1961)

## Chef de la Maison Royale de Gwalior (maharadjahs titulaires)
- 1948 - 1961 : George Jivaji Rao Sindhia
- 1961 - 2001 : Madhava Rao III Sindhia (en) (1945-2001)
- depuis 2001 : Jyotiraditya Madhavrao Scindia